# 柄澤康喜
柄澤 康喜（からさわ やすよし、1950年10月27日 - ）は、日本の実業家。MS&ADインシュアランスグループホールディングス株式会社取締役会長。

## 人物・来歴
長野県長野市出身。長野県長野高等学校を経て、1975年京都大学経済学部卒業。住友海上火災保険株式会社（現：三井住友海上火災保険株式会社）に入社した。

## 略歴
- 1975年 4月 住友海上火災保険株式会社入社
- 2004年 4月 執行役員
- 2005年 6月 取締役 執行役員
- 2006年 4月 取締役 常務執行役員
- 2008年 4月
  - 取締役 専務執行役員
  - 三井住友海上グループホールディングス株式会社 取締役
- 2009年 4月 三井住友海上グループホールディングス株式会社 取締役 専務執行役員
- 2010年 4月
  - 三井住友海上火災保険株式会社 代表取締役社長 社長執行役員
  - MS&ADインシュアランスグループホールディングス株式会社 代表取締役 執行役員
- 2014年 6月 MS&ADインシュアランスグループホールディングス株式会社 代表取締役 社長執行役員
- 2016年 4月 三井住友海上火災保険株式会社 代表取締役会長 会長執行役員
- 2017年 4月 MS&ADインシュアランスグループホールディングス株式会社 代表取締役 社長執行役員 グループCEO
- 2020年 6月 MS&ADインシュアランスグループホールディングス株式会社 取締役会長 会長執行役員（現職）
- 2021年 4月 三井住友海上火災保険株式会社 取締役（現職）
- 2023年 6月 日本ギリシャ協会会長就任（現職）